# Narcine leoparda
Narcine leoparda  (лат.) — вид скатов рода нарцин семейства Narcinidae отряда электрических скатов. Это хрящевые рыбы, ведущие донный образ жизни, с крупными, уплощёнными грудными и брюшными плавниками в форме диска, выраженным хвостом и двумя спинными плавниками. Они способны генерировать электрический ток. Обитают в Тихом океане у побережья Колумбии на глубине до 33 м. Максимальная зарегистрированная длина 28,7 см.

## Таксономия
Впервые вид был научно описан в 2001 году по 17 образцам, собранным в 4 локациях в Тихом океане у южного побережья Колумбии на глубине до 33 м. Видовое название связано с характерной пятнистой окраской дорсальной поверхности диска этого ската. Голотип представляет собой взрослую самку длиной 27,7 см, пойманную к югу от Буэнавентуры (02°56′ с. ш. 78°07′ з. д.) на глубине 16,6 м. Паратипы: взрослая беременная самка длиной 20 см с двумя эмбрионами, самец длиной 17,4 см, самки длиной 11—17,4 см, пойманные там же на глубине 5—7 м; неполовозрелые самки длиной 12,7—16,8 см и неполовозрелый самец длиной 8,6 см, пойманные к югу от Тумако на глубине 33,3 м.

## Ареал
Narcine leoparda являются эндемиками прибрежных вод Колумбии, обитают на ограниченной территории, площадь которой приблизительно равна 166,000 км² в восточной части Тихого океана. Эти скаты встречаются на прибрежном мелководье, в эстуариях и иногда в мангровых зарослях на глубине до 33 м.

## Описание
У этих скатов широкие и закруглённые грудные плавники, образующие овальный диск. Длина диска примерно равна его ширине. Грудные диски лишь слегка перекрывают основание брюшных плавников. Рыло спереди широко закруглено. Расстояние от кончика рыла до глаз соответствует 1/3 длины диска. Имеются два спинных плавника. У основания грудных плавников перед глазами сквозь кожу проглядывают электрические парные органы в форме почек, которые тянутся вдоль тела до конца диска. Жаберные щели маленькие и слегка искривлённые. Позади глаз на одной линии расположены брызгальца. Глаза довольно маленькие, по длине равны брызгальцам.
Ноздри обрамлены кожным лоскутом, ширина которого превышает длину. Ноздри мелкие, округлые. Расстояние между ними чуть больше ширины задней границы назального кожного лоскута.  Расстояние от кончика рыла до ноздрей в целом меньше расстояния до глаз. Нижняя и верхняя зубные полосы примерно равны по ширине. Зубы мелкие, оснащены одним остриём, зубы, расположенные на внутреннем ряду очень острые.
Задние края брюшных плавников более менее прямые, с небольшим свободным кончиком в месте контакта с птеригоподиями. Боковые углы брюшных плавников притуплены. Хвост имеет полукруглое сечение. Боковые кожные складки, расположенные на хвостовом стебле, имеют вид килей. Второй спинной плавник чуть ниже первого, их форма схожа. Хвостовой плавник довольно высокий и недлинный.
На вентральной поверхности рыла и вдоль электрических органов расположены явно выраженные чувствительные поры.
Окраска дорсальной поверхности тела коричневого или красно-коричневого цвета. Спина покрыта многочисленными белыми или кремовыми пятнами и «глазками». По строению скелета этот вид близок к бразильской нарцине. Количество витков спирального кишечного клапана не менее 10.

## Биология
Narcine leoparda являются донными морскими рыбами. Они размножаются яйцеживорождением, эмбрионы вылупляются из яиц в утробе матери и питаются желтком и гистотрофом. В ходе исследований была поймана беременная самка длиной 23,5 см с 3 хорошо развитыми эмбрионами (2 самки и 1 самец) длиной 4,2—4,8 см. Также была зарегистрирована поимка беременной самки длиной 20 см с двумя мелкими эмбрионами женского пола длиной менее 5 см. Вероятно, самцы достигают половой зрелости при длине около 14 см.

## Взаимодействие с человеком
Эти скаты не представляют интереса для коммерческого рыбного промысла. В их ареале ведётся интенсивная добыча и они попадаются в качестве прилова при промышленном промысле креветок методом траления, а также при кустарной ловле с помощью небольших сетей. Пойманных рыб выбрасывают за борт. Международный союз охраны природы присвоил этому виду статус сохранности «Близкий к уязвимому положению».